# Рибарци (община Росоман)
Вижте пояснителната страница за други значения на Рибарци.
Рибарци (на македонска литературна норма: Рибарци) е село в централната част на Северна Македония, община Росоман.

## География
Селото е разположено на километър югоизточно от Росоман.

## История
В XIX век Рибарци е българско село в нахия Неготино на Тиквешка кааза на Османската империя. Според статистиката на Васил Кънчов („Македония. Етнография и статистика“) от 1900 година селото има 165 жители, всички българи християни.
В началото на XX век християнското жителите на селото са под върховенството на Българската екзархия. По данни на секретаря на екзархията Димитър Мишев („La Macédoine et sa Population Chrétienne“) през 1905 година в Рибарци (Ribartzi) има 136 българи екзархисти.
След Междусъюзническата война в 1913 година селото попада в Сърбия.
На етническата си карта от 1927 година Леонард Шулце Йена показва Рибарци (Ribarci) като българско християнско село.
Църквата „Свети Георги“ в селото е запусната.